# Gobierno de la República de China
El Gobierno de la República de China es el gobierno nacional de la República de China cuyo territorio de facto actualmente consiste en Taiwán, Penghu, Kinmen, Matsu y otros grupos de islas en el "área libre". Gobernado por el Partido Democrático Progresista (DPP) desde 2016, el presidente es el jefe de Estado. El gobierno consta de la presidencia y cinco ramas (Yuan): el Yuan Ejecutivo, el Yuan Legislativo, el Yuan Judicial, el Yuan de Examen y el Yuan de Control.
Establecido originalmente en 1912 en Nankín, el Gobierno de la República de China se mudó varias veces antes de mudarse finalmente a Taipéi en 1949 debido a sus pérdidas militares en la guerra civil china. Hasta la década de 1990, el gobierno ha estado históricamente dominado por el Kuomintang (KMT) bajo el régimen autoritario del Dang Guo (unipartidismo), antes de evolucionar hacia una democracia multipartidista después de que la ley marcial y el clima de terror blanco terminaron gradualmente.

## Estructura organizativa
El gobierno consta formalmente de la presidencia y cinco ramas del gobierno, siguiendo el modelo de la filosofía política de Sun Yat-sen de los Tres Principios del Pueblo.
|                |                |                |                | Oficina del Presidente | Oficina del Presidente | Oficina del Presidente | Oficina del Presidente | Oficina del Presidente | Oficina del Presidente |                  |                  |                  |                  |  |  | Presidente    | Presidente    | Presidente    | Presidente    | Presidente    | Presidente    |  |  |                |                |                |                | Consejo de Seguridad Nacional | Consejo de Seguridad Nacional | Consejo de Seguridad Nacional | Consejo de Seguridad Nacional | Consejo de Seguridad Nacional | Consejo de Seguridad Nacional |                 |                 |                 |                 |  |  |
|                |                |                |                | Oficina del Presidente | Oficina del Presidente | Oficina del Presidente | Oficina del Presidente | Oficina del Presidente | Oficina del Presidente |                  |                  |                  |                  |  |  | Presidente    | Presidente    | Presidente    | Presidente    | Presidente    | Presidente    |  |  |                |                |                |                | Consejo de Seguridad Nacional | Consejo de Seguridad Nacional | Consejo de Seguridad Nacional | Consejo de Seguridad Nacional | Consejo de Seguridad Nacional | Consejo de Seguridad Nacional |                 |                 |                 |                 |  |  |
|                |                |                |                |                        |                        |                        |                        |                        |                        |                  |                  |                  |                  |  |  |               |               |               |               |               |               |  |  |                |                |                |                |                               |                               |                               |                               |                               |                               |                 |                 |                 |                 |  |  |
|                |                |                |                |                        |                        |                        |                        |                        |                        |                  |                  |                  |                  |  |  |               |               |               |               |               |               |  |  |                |                |                |                |                               |                               |                               |                               |                               |                               |                 |                 |                 |                 |  |  |
| Yuan Ejecutivo | Yuan Ejecutivo | Yuan Ejecutivo | Yuan Ejecutivo | Yuan Ejecutivo         | Yuan Ejecutivo         |                        |                        | Yuan Legislativo       | Yuan Legislativo       | Yuan Legislativo | Yuan Legislativo | Yuan Legislativo | Yuan Legislativo |  |  | Yuan Judicial | Yuan Judicial | Yuan Judicial | Yuan Judicial | Yuan Judicial | Yuan Judicial |  |  | Yuan de Examen | Yuan de Examen | Yuan de Examen | Yuan de Examen | Yuan de Examen                | Yuan de Examen                |                               |                               | Yuan de Control               | Yuan de Control               | Yuan de Control | Yuan de Control | Yuan de Control | Yuan de Control |  |  |

En la práctica, el sistema se asemeja a un sistema semipresidencial con una presidencia excepcionalmente fuerte, ya que el presidente puede nombrar al primer ministro, el jefe de Gobierno, sin el consentimiento de la legislatura. El presidente, sin embargo, comparte las limitaciones que se encuentran en otros sistemas semipresidenciales, incluida la falta de un veto fuerte y la falta de control directo de la mayoría de las políticas administrativas.
| Categoría    | Nombre                        | Chino        | Role                                                  |
| ------------ | ----------------------------- | ------------ | ----------------------------------------------------- |
| Presidencia  | Presidente                    | 總統         | Jefe de Estado, Ejecutivo                             |
| Presidencia  | vicepresidente                | 副總統       |                                                       |
| Presidencia  | Oficina del Presidente        | 總統府       | Asesoramiento y administrativo Agencias al presidente |
| Presidencia  | Consejo de Seguridad Nacional | 國家安全會議 | Asesoramiento y administrativo Agencias al presidente |
| cinco yuanes | Yuan ejecutivo                | 行政院       | Ejecutivo, Gabinete                                   |
| cinco yuanes | Yuan legislativo              | 立法院       | Legislatura, Parlamento                               |
| cinco yuanes | Yuan judicial                 | 司法院       | Poder Judicial, Tribunal Constitucional               |
| cinco yuanes | Yuan de examen                | 考試院       | comisión de servicio civil                            |
| cinco yuanes | Yuan de control               | 監察院       | Auditivo                                              |

### Presidencia

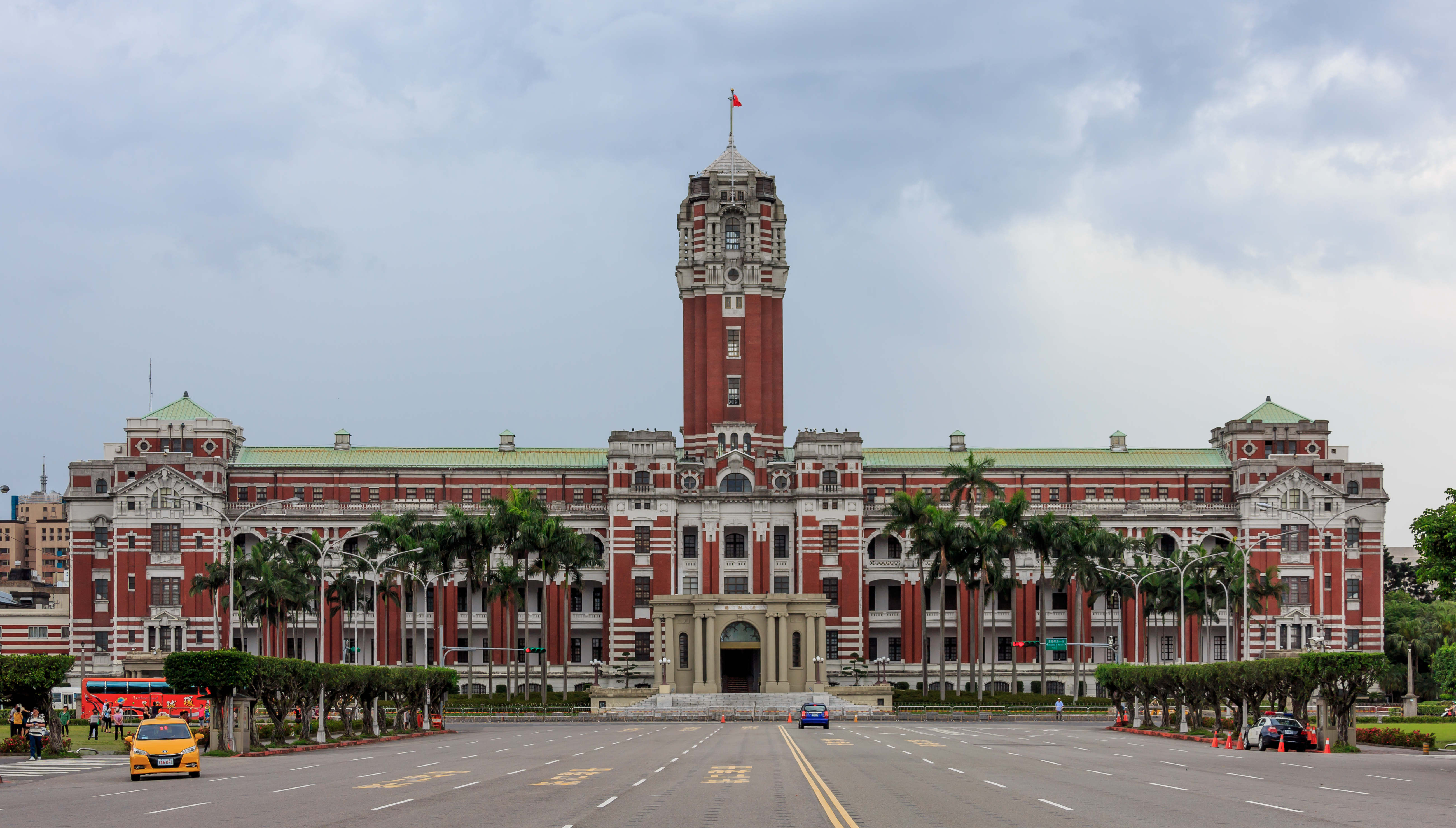
Edificio de las oficinas de la presidencia

El liderazgo del país consiste en los dos altos funcionarios que son elegidos directa y conjuntamente por los ciudadanos de la República de China que residen en el Área libre.
- Presidente de la República de China
- Vicepresidente de la República de China

Bajo el presidente, se establecen dos agencias administrativas y de asesoramiento para apoyar el trabajo del presidente.
- Oficina de la Presidencia
  - Secretario General de la Oficina de la Presidencia
- Consejo de Seguridad Nacional
  - Secretario General del Consejo de Seguridad Nacional

### Yuan ejecutivo

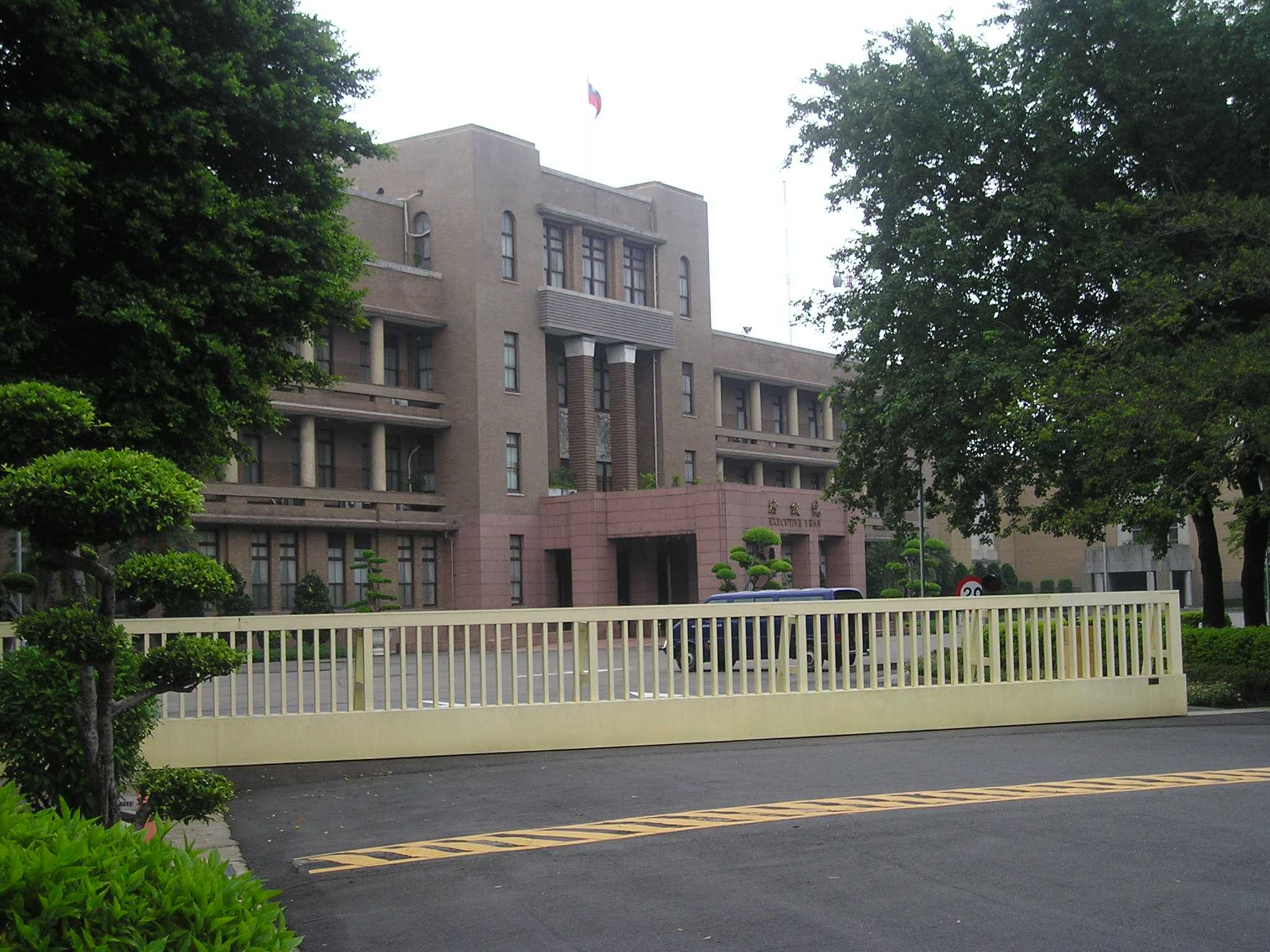
Yuan Ejecutivo

El Yuan Ejecutivo está dirigido por el primer ministro. Sin embargo, el sistema político de la República de China no se ajusta a los modelos tradicionales. El primer ministro es seleccionado por el presidente sin necesidad de la aprobación de la Legislatura, pero la Legislatura puede aprobar leyes sin tener en cuenta al presidente, ya que ni el presidente ni el primer ministro tienen poder de veto. Por lo tanto, hay pocos incentivos para que el presidente y la legislatura negocien la legislación si son de partidos opuestos. Durante el mandato de Chen Shui-bian del Pan-verde, el control continuo del Yuan Legislativo por parte de la mayoría Pan-azul hizo que la legislación se estancara repetidamente, ya que las dos partes estaban en un punto muerto. Hay otra curiosidad del sistema; debido a que la República de China estuvo dominada anteriormente por la política de un solo partido, el poder real en el sistema cambió de una posición a otra, según la posición que ocupaba actualmente el líder del estado (Chiang Kai-shek y más tarde su hijo, Chiang Ching -kuo). Este legado ha dado como resultado que los poderes ejecutivos se concentren actualmente en la Oficina de la Presidencia en lugar del primer ministro.

### Yuan legislativo

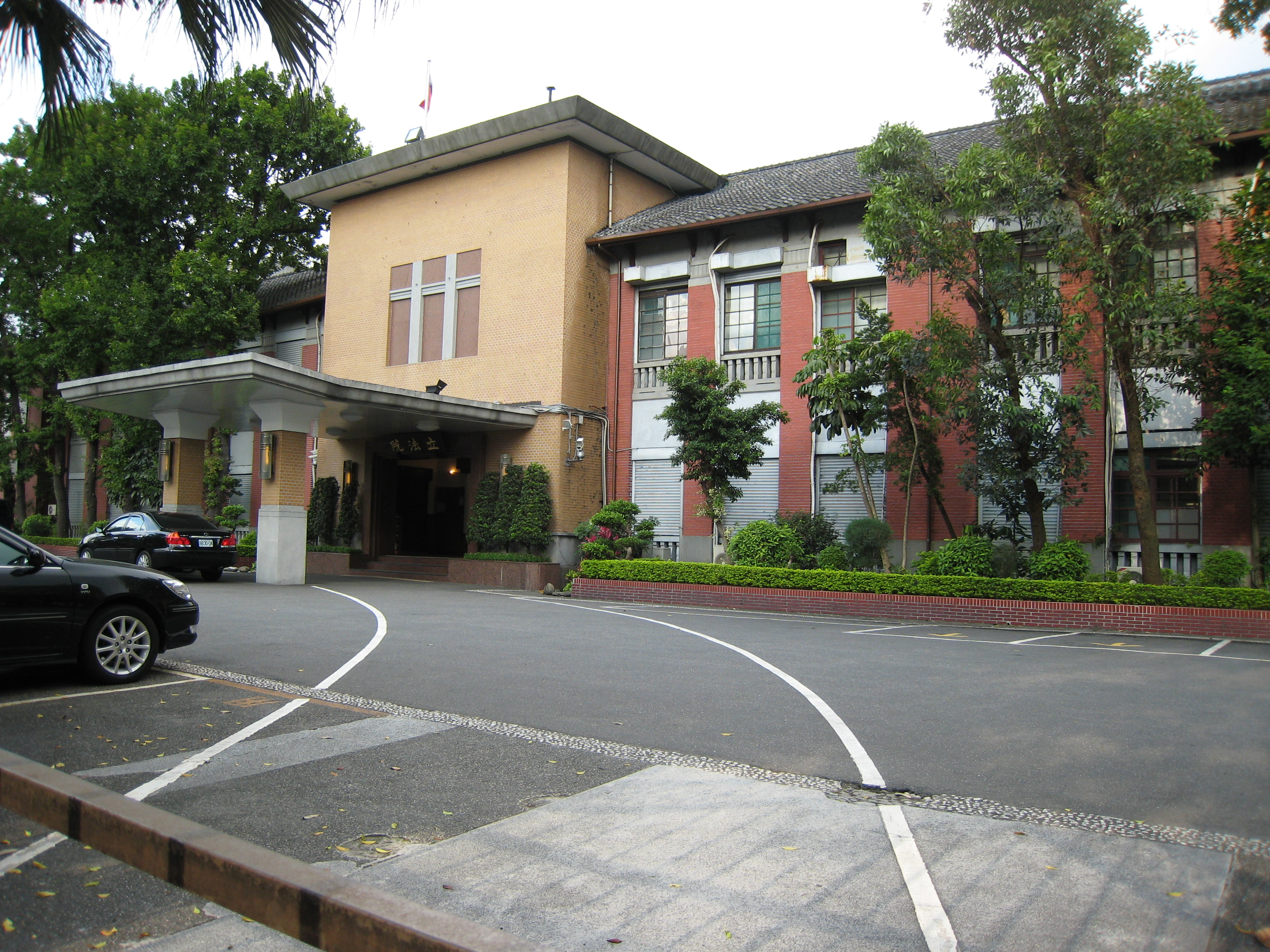
Yuan legislativo

El principal órgano legislativo es el Yuan Legislativo unicameral con ciento trece escaños. setenta y tres son elegidos en distritos uninominales; treinta y cuatro se eligen en función de la proporción de votos a nivel nacional recibidos por los partidos políticos participantes, y se reservan seis escaños para representar a los grupos aborígenes. Los miembros sirven términos de cuatro años. Aunque a veces se denomina "parlamento", el Yuan Legislativo, según la teoría política de Sun, es una rama del gobierno, mientras que solo la Asamblea Nacional de la República de China, que ahora está abolida, con el poder de enmendar la constitución y anteriormente para elegir al presidente y al vicepresidente, podría considerarse un parlamento. Sin embargo, después de las enmiendas constitucionales que transfirieron efectivamente casi todos los poderes de la Asamblea Nacional al Yuan Legislativo a fines de la década de 1990, se ha vuelto más común que los periódicos en la RdeC se refieran al Yuan Legislativo como el "parlamento" de la nación (國會, guóhuì).

### Yuan judicial

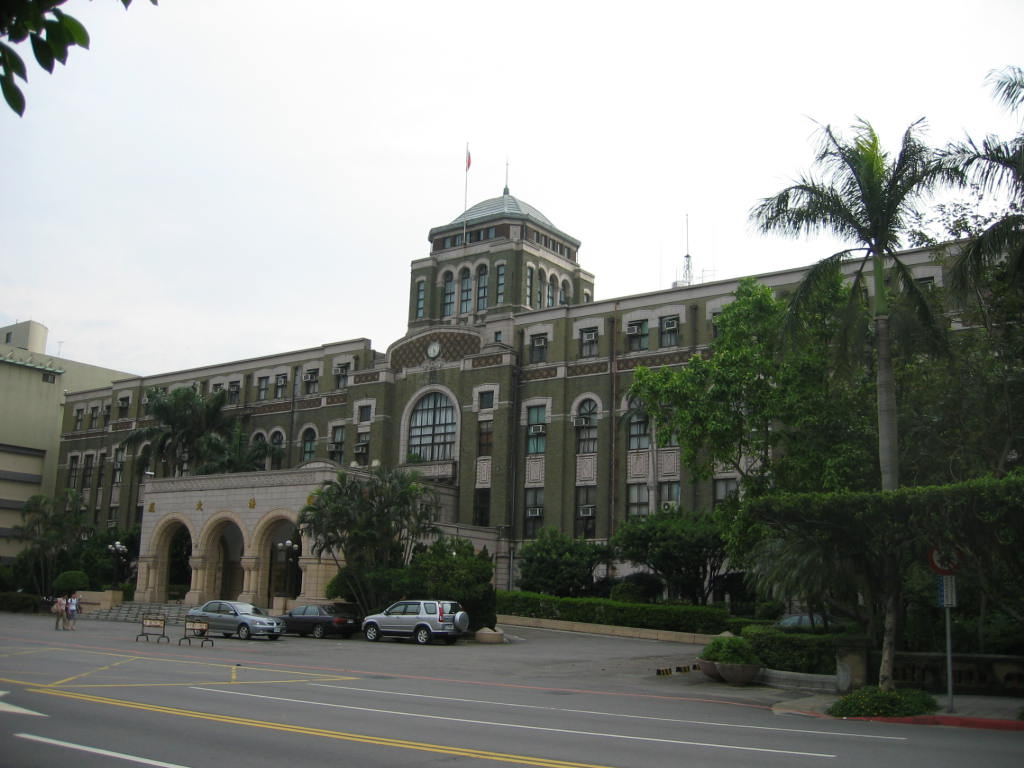
Yuan judicial

El Yuan Judicial es el poder judicial más alto de la República de China. El Presidente y Vicepresidente del Yuan Judicial y quince Jueces forman el Consejo de Grandes Jueces. Son propuestos y designados por el presidente de la República, con la anuencia del Yuan Legislativo. El tribunal supremo, el Tribunal Supremo, consta de una serie de salas civiles y penales, cada una de las cuales está formada por un juez presidente y cuatro jueces asociados, todos nombrados de por vida. En 1993, se estableció un tribunal constitucional separado para resolver disputas constitucionales, regular las actividades de los partidos políticos y acelerar el proceso de democratización. No hay juicio por jurado, pero el derecho a un juicio justo y público está protegido por la ley y se respeta en la práctica; muchos casos son presididos por varios jueces.
La pena capital es legal. El gobierno se ha esforzado por reducir el número de ejecuciones, aunque no ha podido abolir por completo el castigo. A partir de 2006, alrededor del 80% de los taiwaneses quieren mantener la pena de muerte.

### Yuan de Examen
El Yuan de Examen está a cargo de validar la calificación de los servidores públicos en la República de China. Como una rama especial del gobierno bajo los Tres Principios del Pueblo. El concepto del Yuan de examen se basa en el antiguo sistema de examen imperial utilizado en la China imperial.

### Yuan de Control
Basado en la censura tradicional china, el Yuan de Control es una agencia de investigación que monitorea las otras ramas del gobierno. Puede compararse con el Tribunal de Cuentas de la Unión Europea, la Oficina de Responsabilidad del Gobierno de los Estados Unidos, un ombudsman político o una comisión permanente de investigación administrativa. Antes de la década de 1990, era la cámara alta del parlamento tricameral.

## Historia
El Gobierno de la República de China se estableció formalmente en 1912 en Nankín, con Sun Yat-sen como Presidente del Gobierno provisional de la República de China en virtud de la Constitución provisional de la República de China. Este gobierno se trasladó a Pekín en el mismo año con Yuan Shikai como presidente, y continuó bajo sus sucesores como el gobierno de China reconocido internacionalmente hasta 1928. En el periodo republicano, hubo una serie de gobiernos, a veces en rivalidad entre sí. El gobierno nacionalista, dirigido por el Kuomintang (KMT), se formó originalmente como un gobierno militar rival bajo Sun Yat-sen en Guangzhou en 1917. Después de la muerte de Sun en 1925, Chiang Kai-shek dirigió la Expedición del Norte (1926-1928) para unificar el país y estableció la capital en Nankín. Este gobierno ganó reconocimiento diplomático pero no controló todo el territorio de la dinastía Qing. El gobierno esencialmente de un solo partido funcionó bajo los Tres Principios del Pueblo de Sun, que preveía un período de transición de "tutela", pero atrajo a más partidos políticos, incluido el Partido Comunista Chino, a un Frente Unido durante la segunda guerra sino-japonesa (1937 –1945). La Constitución de Tutela de 1931 fue reemplazada por la Constitución de la República de China en 1947.

### 1912-1928

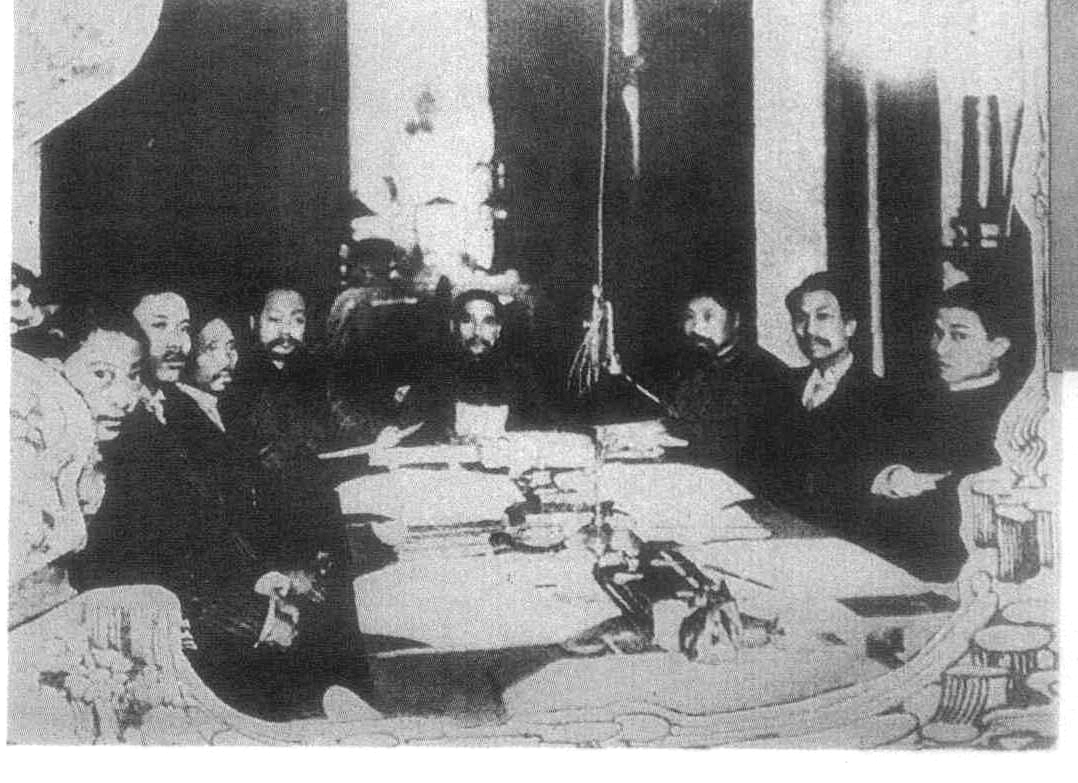
Reunión de gabinete del Gobierno Provisional de Nankín dirigida por Sun Yat-sen

El primer gobierno nacional chino se estableció el 1 de enero de 1912 en Nankín, con Sun Yat-sen como presidente provisional. Se enviaron delegados provinciales para confirmar la autoridad del gobierno nacional, y más tarde también formaron el primer parlamento. El poder de este gobierno nacional fue limitado y de corta duración, con generales que controlaban las provincias del centro y del norte de China. Los actos limitados aprobados por este gobierno incluyeron la abdicación formal de la dinastía Qing y algunas iniciativas económicas. La autoridad del parlamento se volvió nominal; Las violaciones de la Constitución por parte de Yuan Shikai, quien se convirtió en presidente en marzo de 1912, fueron recibidas con mociones de censura poco entusiastas, y a los miembros del parlamento del Kuomintang que renunciaron a su membresía en el KMT se les ofreció 1.000 libras esterlinas. Yuan mantuvo el poder a nivel local enviando generales militares para que fueran gobernadores provinciales u obteniendo la lealtad de quienes ya estaban en el poder.
Cuando murió Yuan, se volvió a convocar el parlamento de 1913 para dar legitimidad a un nuevo gobierno. Sin embargo, el poder real de la época pasó a los líderes militares, formando el período de los señores de la guerra. El gobierno impotente todavía tenía sus usos; cuando comenzó la  Primera Guerra Mundial, varias potencias occidentales y Japón querían que China declarara la guerra a Alemania para liquidar las posesiones alemanas. Sin embargo, fue ampliamente visto como débil e inestable.
También hubo varios gobiernos de señores de la guerra y estados títeres que compartían el mismo nombre. Véase también: Gobierno de Wang Jingwei, era de los señores de la guerra, República Soviética de China.

### 1928-1949

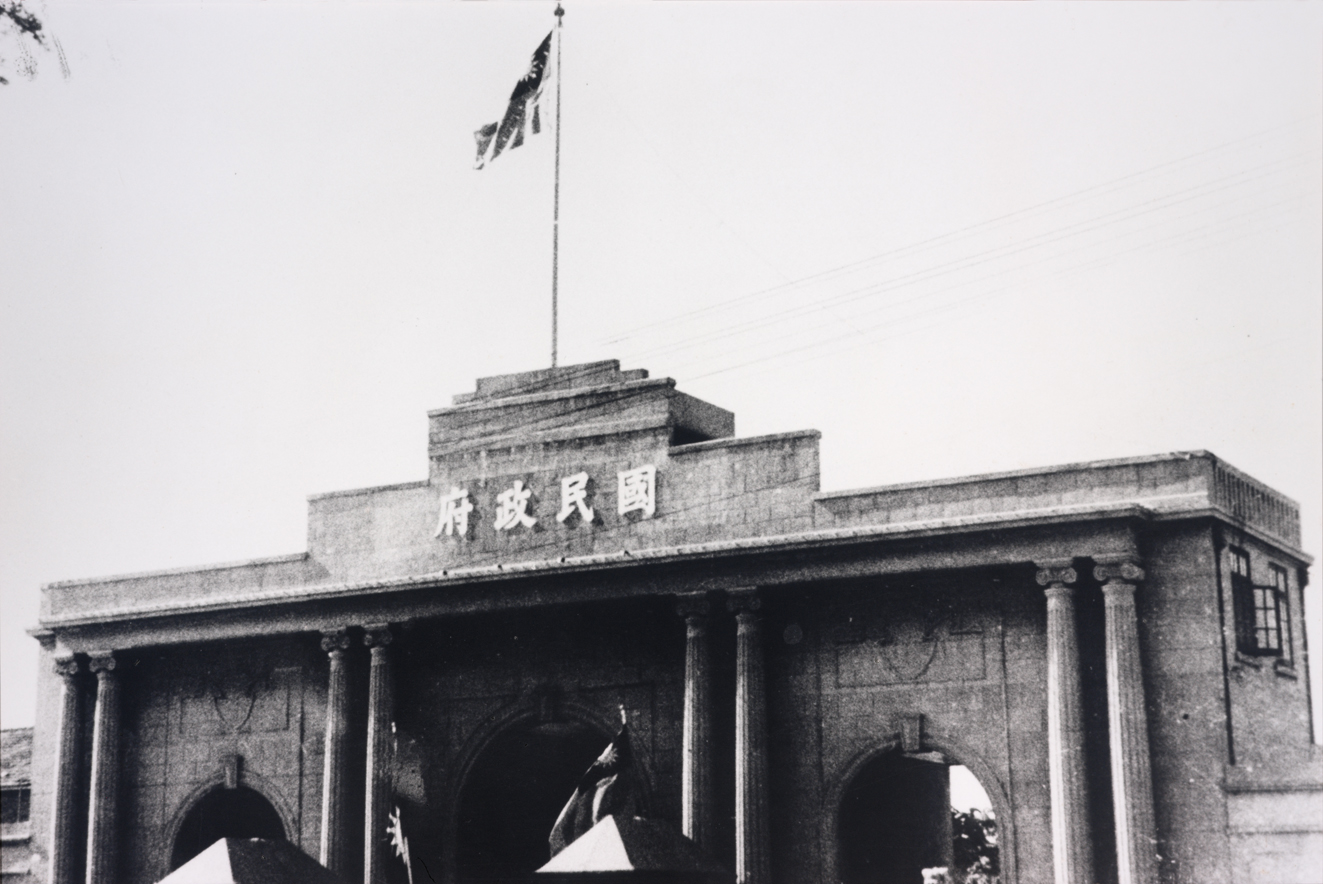
En 1927, el Gobierno Nacional de la República de China en Nankín

Después de la exitosa Expedición al Norte dirigida por el Kuomintang (KMT) y su líder Chiang Kai-shek, el KMT logró unificar nominalmente a China y estableció el Gobierno Nacional de la República de China (también conocido como el Gobierno Nacionalista (國民政府T, 国民政府S, Guómín ZhèngfǔP)) con capital en Nankín, cuya autoridad se mantuvo hasta el estallido total de la segunda guerra sino-japonesa en 1937.
Conocida como la Década de Nankín, el gobierno gobernó como un estado de partido único, tal como se establece en las "Tres etapas de la revolución" de Sun Yat-sen y su política de Dang Guo (literalmente: partido de estado). La primera etapa fue la unificación militar, que se llevó a cabo con la Expedición del Norte. La segunda fue la "tutela política", que era un gobierno provisional dirigido por el KMT para educar a la gente sobre sus derechos políticos y civiles, y la tercera etapa fue el gobierno constitucional. El KMT se consideró en la segunda etapa en 1928. Aunque la década de Nankín fue mucho más estable y progresista en comparación con el período de los señores de la guerra que la precedió, todavía estuvo marcada por la violencia generalizada, la corrupción oficial y la guerra civil en curso con los comunistas.
Con el estallido de la segunda guerra sino-japonesa, el Ejército Imperial Japonés invasor logró capturar Nankín el 13 de diciembre de 1937. Luego, los japoneses procedieron a saquear la ciudad y masacraron a cientos de miles de civiles chinos. Con la caída de Nankín, el gobierno se vio obligado a trasladarse primero a Wuhan, hasta que la ciudad cayó el 27 de octubre de 1938. Se retiró tierra adentro a Chongqing, que fue la capital durante la guerra hasta 1945. Aunque Chongqing estaba ubicada en la provincia interior occidental de Sichuan, fue fuertemente bombardeada por aviones de combate japoneses muchas veces durante el curso de la guerra.
Con el final de la guerra, el Gobierno Nacional regresó a Nankín. Luego, el Kuomintang procedió a redactar una nueva constitución para China, que fue boicoteada por los comunistas. La Constitución de la República de China fue adoptada por la Asamblea Nacional el 25 de diciembre de 1946 y entró en vigor un año después. La constitución fue vista como el tercer y último paso en las "Tres etapas de la revolución" de Sun Yat-sen: el gobierno constitucional. A partir de entonces, el gobierno se conoció simplemente como el Gobierno de la República de China (中華民國政府T, 中华民国政府S, Zhōnghuá Mínguó ZhèngfǔP). Chiang Kai-shek también fue elegido como el primer presidente de la República de China bajo la constitución de la Asamblea Nacional en 1948, con Li Zongren como vicepresidente. Chiang y Li inauguraron en el Palacio Presidencial en Nankín el 20 de mayo de 1948, marcando formalmente la transición de la tutela política al gobierno constitucional.
Sin embargo, en 1946, la guerra civil con los comunistas liderada por Mao Zedong se reanudó a pesar de la mediación de Estados Unidos. Estirado y agotado debido a la larga guerra con los japoneses, el gobierno liderado por el Kuomintang se enfrentó a un Ejército Rojo comunista disciplinado y en constante crecimiento, cuyo número aumentó y fue rebautizado como Ejército Popular de Liberación (EPL) en 1946. Aunque las fuerzas gubernamentales eran numéricamente superiores y estaban equipadas con armas modernas, finalmente perdieron debido a la baja moral, las deserciones, la falta de disciplina y el descontento popular con el gobierno de la República de China debido a la inflación vertiginosa, la corrupción y la incompetencia administrativa. La constitución también fue reemplazada por las Disposiciones Temporales Vigentes Durante el Período de Rebelión Comunista, que eran una serie de disposiciones constitucionales temporales principalmente para aumentar los poderes del presidente y suspender el límite de dos mandatos. Las disposiciones transitorias fueron aprobadas por la Asamblea Nacional el 10 de mayo de 1948. Bajo una intensa presión para asumir la responsabilidad de la sombría perspectiva del gobierno durante el curso de la guerra civil, Chiang renunció como presidente el 21 de enero de 1949. La presidencia pasó al vicepresidente Li Zongren, quien, sin embargo, no pudo gobernar de manera efectiva debido a que Chiang movía los hilos detrás del gobierno como director general del Kuomintang.
Con la caída de Nankín ante el EPL en abril de 1949, el gobierno de la República de China se trasladó al sur a Guangzhou, y luego a su capital de guerra de Chongqing, y finalmente a Chengdu. Sintiendo que en algún momento perdería el continente ante los comunistas, Chiang comenzó en secreto los preparativos para trasladar el gobierno a la isla de Taiwán, que quedó bajo el control de la República de China el 25 de octubre de 1945. Taiwán fue visto como un refugio seguro para Chiang debido a que estaba separado del continente por el Estrecho de Taiwán de 180 kilómetros de ancho. Durante ese período, más de dos millones de civiles, personal militar y funcionarios del gobierno abandonaron el continente hacia Taiwán. Luego, Chiang declaró a Taipéi como la capital provisional de la República de China el 7 de diciembre de 1949 y salió de Chengdu hacia Taipéi por aire tres días después, cuando la ciudad cayó en manos de los comunistas.

### Desde 1949

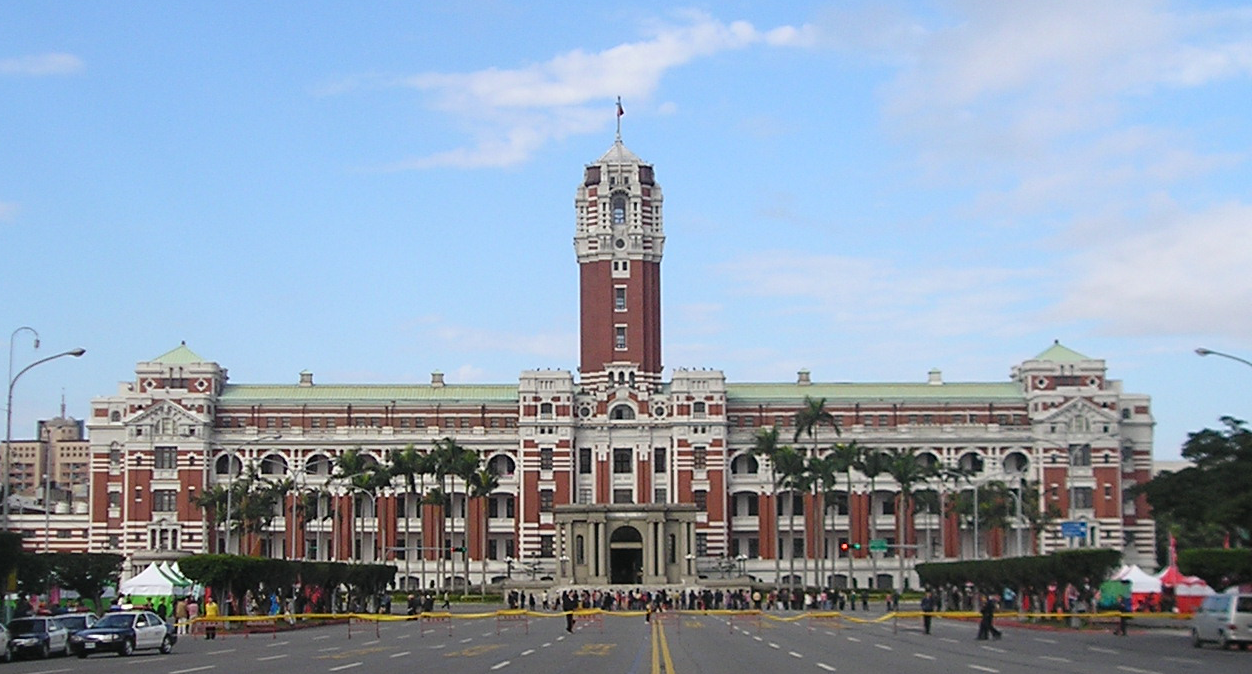
Desde 1950, el edificio de Oficinas Presidenciales en Taipéi ha sido sede de la oficina del presidente de la República de China.

De acuerdo con la Constitución de la República de China, el jefe de Estado es el presidente, quien es elegido por voto popular por un período de cuatro años en la misma lista que el vicepresidente. El presidente tiene autoridad sobre las cinco ramas administrativas (Yuan): los yuanes de control, examen, ejecutivo, judicial y legislativo. El presidente nombra a los miembros del Yuan Ejecutivo como gabinete, incluido un primer ministro, que es oficialmente el presidente del Yuan Ejecutivo; los miembros son responsables de la política y la administración.
Originalmente, la Asamblea Nacional de la República de China fue elegida en China continental en 1947 para llevar a cabo oficialmente los deberes de elegir al presidente, enmendar la constitución y ejercer la soberanía de los ciudadanos, pero de hecho, el papel de la Asamblea en Taipéi pareció reconfirmar los poderes ejecutivos del presidente Chiang Kai-shek. La Asamblea Nacional se restableció en Taiwán cuando el gobierno se movió. Debido a que era imposible realizar elecciones posteriores para representar a los distritos electorales de China continental, los representantes elegidos en 1947-48 ocuparon estos escaños "indefinidamente". Sin embargo, en junio de 1990, el Consejo de Grandes Jueces ordenó la jubilación, a partir de diciembre de 1991, de todos los restantes miembros electos "indefinidamente" de la Asamblea Nacional, el Yuan Legislativo y otros órganos. En 2005, la Asamblea Nacional se abolió permanentemente al ratificar una enmienda constitucional aprobada por el Yuan Legislativo.
Enmendar la constitución de la República de China ahora requiere la aprobación de las tres cuartas partes del quorum de miembros del Yuan Legislativo. Este quorum requiere por lo menos las tres cuartas partes de todos los miembros de la Legislatura. Después de ser aprobada por la legislatura, la enmienda necesita la ratificación en un referéndum de al menos el cincuenta por ciento de todos los votantes elegibles de la República de China, independientemente de la participación electoral.